# Scytodes becki
Espèce
Scytodes becki est une espèce d'araignées aranéomorphes de la famille des Scytodidae.

## Distribution
Cette espèce est endémique du Goiás au Brésil,. Elle se rencontre vers Niquelândia.

## Description
Le mâle holotype mesure 6,1 mm.

## Étymologie
Cette espèce est nommée en l'honneur de Ludwig Beck.

## Publication originale
- Rheims & Brescovit, 2001 : New species and records of Scytodes Latreille, 1804 of the globula group from Brazil (Araneae, Scytodidae). Andrias, vol. 15, p. 91-98.